# Leo Hochberg

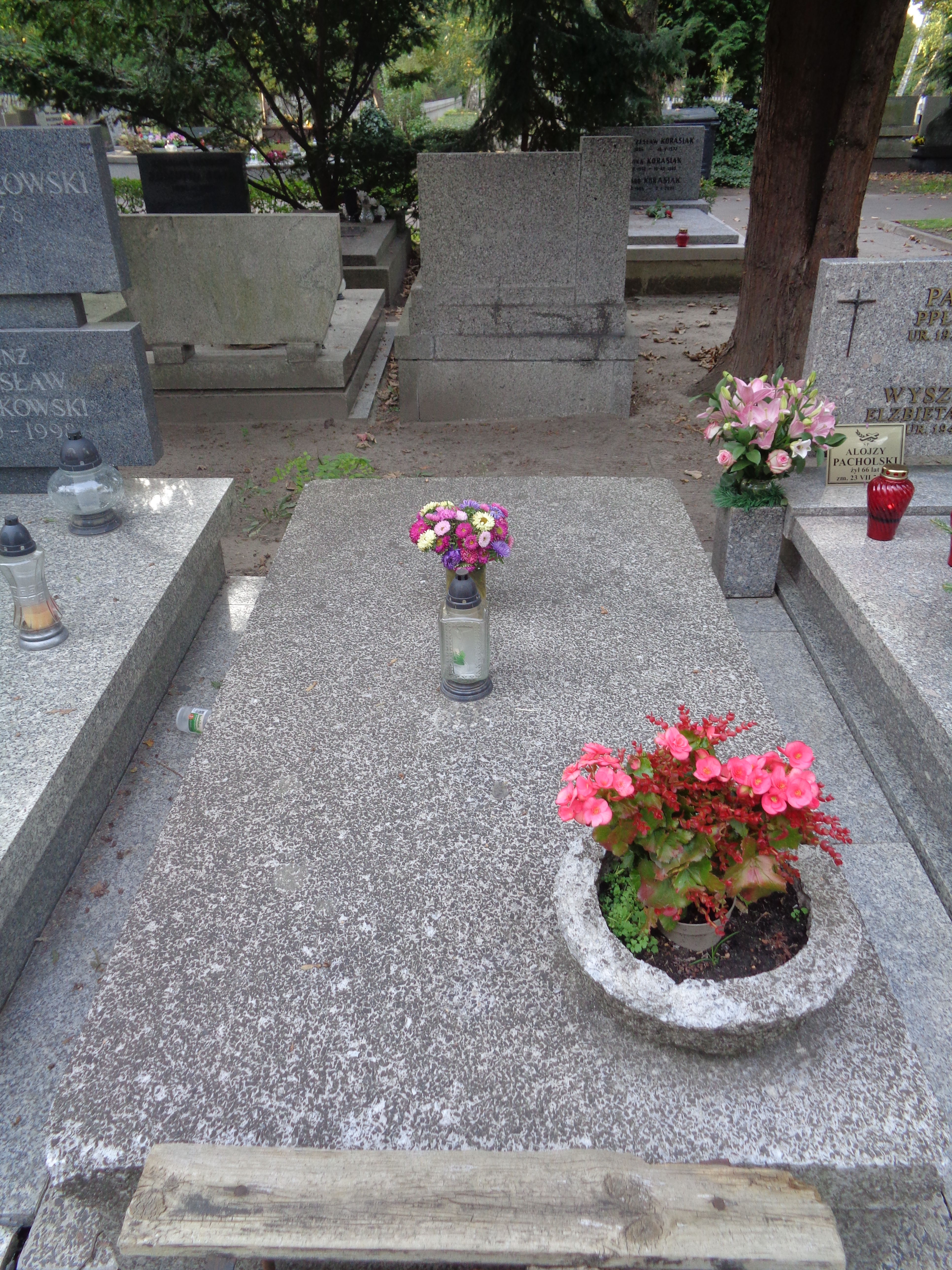
Grób Leo Hochberga na Cmentarzu Wojskowym na Powązkach

Leo Hochberg (ur. 26 stycznia 1899 w Łodzi, zm. 25 stycznia 1978 w Warszawie) – polski prawnik, sędzia Najwyższego Sądu Wojskowego (1947–1955) i Sądu Najwyższego (1955–1957).

## Życiorys
Urodził się w rodzinie żydowskiej, był synem Saula (Szoela) i Rejzli, z d. Krymkier. W latach 1917–1920 studiował prawo na Uniwersytecie w Odessie, ostatecznie studia prawnicze ukończył w 1926 na Uniwersytecie Warszawskim. W okresie międzywojennym pracował jako radca prawny w Banku Dyskontowym w Warszawie.
W latach 1939–1944 przebywał na terenie ZSRR, pracował jako radca prawny i urzędnik, m.in. we Lwowie, Ufie oraz w Wydziale Dostaw Ludowego Komisariatu Łączności.
W grudniu 1944 wstąpił jako ochotnik do Ludowego Wojska Polskiego, został sędzią w sądownictwie wojskowym, kolejno w Wojskowym Sądzie Garnizonowym w Łodzi (25.01.1945 – 21.02.1945), Wojskowym Sądzie Okręgowym nr VI w Łodzi (22.05.1945 – 18.02.1946), jako zastępca szefa Wojskowego Sądu Rejonowego w Łodzi (19.02.1946 – 19.06.1947). W okresie łódzkim uczestniczył w wydaniu co najmniej sześciu wyroków śmierci z przyczyn politycznych. Prowadził m.in. sprawy 18 kobiet oskarżonych o współpracę z Konspiracyjnym Wojskiem Polskim.
Od 20 czerwca 1947 był sędzią Najwyższego Sądu Wojskowego, do 31 października 1950 w Wydziale III, od 1 listopada 1950 do 1 kwietnia 1952 w Wydziale II, następnie w biurze Prezesa NSW. Był pomysłodawcą uznania czynów polegających na tzw. szeptanej propagandzie, czyli krytyce ustroju i władzy komunistycznej jako zbrodni z art. 87 Kodeksu Karnego Wojska Polskiego zagrożonego karą od 6 miesięcy do 15 lat pozbawienia wolności. Zasiadał w składzie NSW, który zatwierdził wyrok śmierci na rotmistrzu Witoldzie Pileckim, łącznie uczestniczył w wydaniu co najmniej 25 wyroków śmierci z przyczyn politycznych. W 1950 awansowany do stopnia podpułkownika, 5 sierpnia 1955 został przeniesiony do rezerwy, w latach 1955–1957 był sędzią Sądu Najwyższego.
Powstały w 1957 raport tzw. Komisji Mazura zawierał propozycję, by obniżyć Hochbergowi stopień z podpułkownika do kapitana oraz zakazać wyjazdów za granicę na 5 lat. Nie miał też piastować żadnych stanowisk publicznych. W związku z tym odszedł z sądownictwa i do 1968 pracował w Ministerstwie Sprawiedliwości, m.in. jako starszy radca w Departamencie Ustawodawczym i naczelnik Wydziału Karnego w Departamencie Prawno-Organizacyjnym.
Tłumaczył radzieckie akty prawne z zakresu prawa karnego na język polski. Był również autorem prac dotyczących polskiego prawa karnego.
Na przełomie lat 60. i 70. został zatrudniony w Żydowskim Instytucie Historycznym.
Został pochowany na Cmentarzu Wojskowym na Powązkach w Warszawie (kwatera C11-3-2).

## Wybrane publikacje
- 48 rocznica rewolucji październikowej, Warszawa: Towarzystwo Przyjaźni Polsko-Radzieckiej, 1965.
- Arbitraż gospodarczy. Uwagi na tle praktyki arbitrażu gospodarczego w ZSSR, Warszawa: Wydawnictwo „Prasa Wojskowa”, 1950.
- Co ławnik sądu pracy wiedzieć powinien?, Warszawa: Zrzeszenie Przyjaciół Sądów Pracy, 1936.
- Kodeks karny RSFRR. Kodeks karnoprocesowy RSFRR. Ustawa o ustroju sądów RSFRR, Warszawa: Wydawnictwo Prawnicze, 1961.
- Komentarz do kodeksu postępowania karnego, Warszawa: Wydawnictwo Prawnicze, 1959.
- Odpowiedzialność karna za zagarnienie mienia społecznego, Katowice: Zrzeszenie Prawników Polskich, 1963.
- Opłaty stemplowe, sądowe, notarjalne, hipoteczne i komorników obowiązujące we wszystkich trzech b. zaborach, Warszawa: Księgarnia Prawnicza, 1932.
- Osobowość sprawcy przestępstwa, Warszawa: Wydawnictwo Prawnicze, 1978.
- Problemy radzieckiego prawa karnego. Wybór z literatury radzieckiej, Warszawa: Państwowe Wydawnictwo Naukowe, 1962.
- Przemiany w dziedzinie prawa w Związku Radzieckim, Warszawa: Towarzystwo Przyjaźni Polsko-Radzieckiej, 1958.
- Przestępstwa gospodarcze. Komentarz (współautor: Jerzy Bafia), Warszawa: Wydawnictwo Prawnicze, 1960 (198 s.).
- Przestępstwa przeciwko życiu, wolności, obyczajności i czci według nowego kodeksu karnego, Warszawa: Wydawnictwo Prawnicze, 1969.
- W 46 rocznicę rewolucji październikowej, Warszawa: Towarzystwo Przyjaźni Polsko-Radzieckiej, 1963.
- Wyjaśnienia oskarżonego w procesie karnym i ich wartość dowodowa, Warszawa: Wydawnictwo Prawnicze, 1962.
- Zbiór orzeczeń Najwyższego Sądu Wojskowego, red., Warszawa: Wydawnictwo Ministerstwa Obrony Narodowej, 1954